# Gerillakrigföring
Gerillakrigföring är en metod för krigföring som innebär att små grupper utför begränsade anfall mot en fiende som i regel är överlägsen i antal eller teknik. Det skiljer sig från så kallade storkrig, genom att åtminstone en krigande part inte är en reguljär armé; många krig utspelas emellertid med inslag av båda dessa metoder av krigföring. Ett gerillakrig brukar vidare definieras i termer av subversivitet, och kännetecknas av att kriget saknar front. Gerillor har ett naturligt samband med revolutionära händelseförlopp.
Som historiskt inhemskt begrepp finns snapphane för gerillakrigare och snapphanekrig för gerillakrig.

## "Gerilla" som begrepp och term
Ordet "gerilla" kommer av det spanska ordet guerrilla som betyder ’litet krig’. Det började användas under 1700-talet i det franska uttrycket petit guerre, varifrån det spreds till tyska, kleiner Krieg, och engelska, small eller little war. Den spanska formen som internationellt blivit den dominerande, härrör från Spanska folkkriget under början av 1800-talet. Synonymt med "gerilla" används även "partisankrig", "detachementskrig" och "insurrection". Andra spridda beteckningar på fenomenet är "subversiv krigföring", "underjordiska arméer", "irreguljära kårer" och frikårer.
Viktiga faktorer i gerillakrigföring är överraskning, ett rörligt uppträdande och stödet från befolkningen. Gerillor kan vara motståndsrörelser mot en ockuperande makt, eller rörelser som på annat sätt försöker påverka eller störta en stats regering, till exempel separatiströrelser. När reguljära arméer eller stater bemöter en gerilla med samma krigsmetoder, kallas de kontragerillor.
Organisationen kallas gerilla och den stridande kallas gerillasoldat. En gerilla ingår inte i någon stats krigsmakt, även om den kan få stöd av vänligt sinnade regeringar. Medlemmarna är i regel civil lokalbefolkning och andra frivilliga. Även reguljära militära förband kan strida med metoder som liknar gerillakrigföring. Detta kallas fria kriget.
Huruvida ett uppror benämns "gerillakrig" eller inte beror på en rad faktorer. Flera försök till objektiva bedömningsgrunder har havererat, men principiellt kan ett gerillakrig kännas igen utifrån några olika utgångspunkter:[källa behövs]
1. Styrkans storlek och mål: en gerilla är till antal stridande underlägsen, uppträder i små grupper, och agerar snarare taktiskt än angriper med stormningar av fienderna.
2. Metod: gerillans formationer är inte bundna utan irreguljära.
3. Socialpolitiskt: gerillan består av revolutionärer som vänder sig mot den rådande politiska ordningen och utgör en part i ett inbördes- eller befrielsekrig.
4. Soldaten: en gerillasoldat värvas individuellt, ofta genom att han övertygas om gerillakrigets nödvändighet, och avkrävs elitegenskaper.[källa behövs]
5. Stridsteknik: det subversiva kriget följer inte samma öppna förfarande som när två stater krigar utan sker ur det fördolda, ur bakhåll, och i och med överraskningsmomenten med inslag av terror. Gerillan saknar folkrättslig myndighet att förklara krig. Varken metoderna eller företeelserna är därför folkrättsligt legitima enligt krigets lagar.[källa behövs]
6. Territoriellt: gerillan krigar inte längs fronter, utan angriper mål, varmed krigsplatsen inte är geografiskt avgränsad.

## Exempel på gerillakrigföring ur historien
Fastän termen "gerilla" myntades i Spanien under napoleonkrigen för att beskriva det spanska folkets kamp mot de franska ockupationstrupperna, är fenomenet dock avsevärt äldre. Redan på 100-talet f.Kr. använde mackabeerna framgångsrikt metoden i sitt uppror mot seleukiderna. Romarriket mötte mer eller mindre framgångsrika anfall från gerilla i Palestina (zeloter), Britannien (ledda av Cassivellaunus), Spanien (ledda av Viriathus) och andra områden. Den engelske kungen Edward I (1239-1307) mötte gerillakrigföring både i Wales och Skottland. De skånska snapphanarna under Horns krig är ett annat exempel på gerillakrig mot en ockupationsmakt. Under det amerikanska frihetskriget (1775-1783) fördes vissa strider med gerillataktik, särskilt innan de amerikanska styrkorna hade samlats. På andra världskrigets östfront bands tyska styrkor av partisaner. Mao Zedong förde ett framgångsrikt gerillakrig mot Guomindangregeringen och de japanska ockupationsstyrkorna i Kina från 1927 och fram till 1940-talet. I Vietnamkriget var gerillakrigföring av FNL (Även känt som Viet Cong) som byggde på Maos tankar en viktig del av strategin i kriget mot Frankrike och USA.

## Gerillakrigföringens principer
Gerillakrig är ett exempel på det som kallas ”indirekt strategi”, det vill säga att man angriper motståndaren där han är som svagast och undviker att möta hans huvudstyrkor.
Överraskning är viktigt, och ett medel för att uppnå överraskning är att vilseleda fienden om gruppering och avsikter. Gerillan angriper helst oförsvarade eller svagt försvarade mål, till exempel underhållsförband, staber, patruller eller infrastruktur. Man strävar efter kraftig lokal överlägsenhet i styrka, fem till ett eller mer vid strider. Om gerillaförbandet möter en överlägsen fiende undviker man strid. Gerillaförbanden är i regel utspridda mellan angreppen och samlas först inför striden, varefter man sprider ut sig igen. Mellan angreppen blandar sig ofta gerillasoldater med civilbefolkningen. Gerillan eftersträvar att erövra vapen och annan utrustning från fienden, och om möjligt också att rekrytera soldater från fiendesidan. Det är en fördel att ha säkra basområden för utbildning och återhämtning. Dessa kan ligga i en vänligt sinnad grannstat, i dold och svårtillgänglig terräng eller, när gerillan vuxit sig starkare, i områden som man behärskar militärt.
Mao Zedong som skrev flera texter om gerillakrig beskriver hur en gerillakampanj skall föras för att bli framgångsrik:
I gerillakrigföring, välj taktiken att verka komma från öster och anfalla från väster. Undvik det fasta, anfall det urholkade. Anfall; dra er tillbaka. Slå ett blixtsnabbt slag, sök ett blixtsnabbt avgörande. När gerillan tar strid med en starkare fiende drar de sig tillbaka när han rycker fram; ansätter honom när han gör halt; slår till när han är trött; förföljer honom när han drar sig tillbaka. I gerillastrategi är fiendens eftertrupp, flanker och andra sårbara områden hans livsviktiga punkter och där måste han bli ansatt, anfallen, skingrad, utmattad och tillintetgjord.
För att gerillan skall kunna operera i ett område behöver den också stöd från lokalbefolkningen. Befolkningen kan till exempel bidra med mat och materiel, underrättelser och gömställen. Mao insåg detta och satte därför upp regler för hur hans styrkor skulle förhålla sig till civilbefolkningen. Bland reglerna fanns uppmaningen att vara artig och att inte stjäla så mycket som en trådända från befolkningen. För att vinna stöd från befolkningen kombineras ofta krigföringen med propaganda. Propagandan kan också riktas till utlandet för att vinna internationellt stöd.
Framgångsrika gerillarörelser följer ofta ett mönster där attackerna i början är små och utspridda, men där de i ett senare skede samordnas i tid och rum (ibland ända upp på nationell nivå). I ett avslutande skede övergår gerillan till att bli reguljära stridskrafter eller samordnar sina attacker med dem för att nå största effekt. Flera självständighetskrig mot kolonialism har varit gerillakrig, till exempel Självständighetskriget i Algeriet.

## Bekämpning av gerilla
Det är svårt för konventionella styrkor att besegra en gerilla militärt, eftersom gerillan undviker strider med överlägsna fiender. Ansträngningarna riktas istället ofta mot att dra undan stödet från befolkningen. Detta kan ske genom etnisk rensning, isolering eller genom motpropaganda och andra åtgärder riktade till befolkningen. Den brittiske militärhistorikern sir Basil Liddell Hart myntade uttrycket "att vinna folkets sinne och hjärta" (Hearts and Minds) för att beskriva hur man vinner folkets stöd. Ett annat angreppssätt är att inte i första hand se gerillakriget som ett militärt problem, utan ett socialpolitiskt.

## Personer inom gerillakrigföring
- Abdullah Öcalan
- Mao Zedong
- Fidel Castro
- Isaias Afewerki
- Che Guevara
- Abimael Guzmán
- Jonas Savimbi
- Carlos Marighella
- Adem Jashari
- Ho Chi Minh
- Kim Il Sung

## Kända gerillarörelser
- PKK
- IRA
- ETA
- EOKA
- LTTE
- Contras
- Tupamaros, en "stadsgerilla"
- UÇK
- Interahamwe
- FARC
- FNL
- Nepals förenade kommunistiska parti (maoistiskt)
- Perus kommunistiska parti